# Mammalodon colliveri
Il Mammalodon colliveri (che volgarmente significa "mammifero dotato di denti") è una specie di balena fossile estinta, vissuta 30 milioni di anni fa nell'Oligocene in Australia, che fu scoperta nel 1932. È uno dei primi cetacei che non si nutriva di plancton, per via dei denti conici ed aguzzi, caratteristica tramandatagli dal suo probabile antenato Basilosaurus.
Attualmente, nella mascella superiore, le balene odierne hanno numerose lamine cornee sfrangiate, dette fanoni (o ossa di balena).
Le balene ingeriscono boccate d'acqua, da cui filtrano il nutrimento per mezzo dei fanoni.

## Antenato dentato
Il mammalodonte, lungo circa 3 metri m, era più piccolo e più primitivo delle balene odierne. Esso aveva un muso corto ma una scatola cranica piuttosto lunga. Contrariamente alle balene odierne, il mammalodonte era dotato di denti ben sviluppati ma, come loro, aveva la mascella superiore poco attaccata al cranio. Ciò probabilmente lo aiutava ad aprire meglio la bocca quando mangiava.

## Al setaccio
Gli esperti non sono sicuri che il mammalodonte filtrasse il cibo con i fanoni.
I denti superiori di questa creatura erano molto spaziati fra loro, quindi, è possibile che tra essi pendessero corti segmenti di fanoni.

## Filtro osseo
Alcuni scienziati hanno ipotizzato che i denti superiori ed inferiori del mammalodonte si incastrassero gli uni negli altri e formassero un filtro osseo. Altri scienziati non concordano con questa teoria, in quanto i fossili dei denti sono molto consumati, come se i denti, invece di incastrarsi gli uni negli altri, sfregassero l'uno contro l'altro. Ma a prescindere da come mangiava, il mammalodonte si nutriva di piccole creature acquatiche.